# Affaire Galmot
L'affaire Galmot ou procès des émeutiers de la Guyane est un procès de l'entre deux-guerres en France. À la suite du décès du candidat-député Jean Galmot, battu sur fond de fraude électorale par le candidat du gouvernement Eugène Lautier, dans des circonstances troubles, Cayenne est le siège d'émeutes en 1928. 14 accusés sont jugés pour meurtres et pillages à Nantes entre les 9 et 21 mars 1931. Lors des plaidoiries d'une équipe d'avocats dont fait partie Gaston Monnerville, le procès prend un tour politique et se transforme en procès du colonialisme et de l'esclavage, et se termine par l'acquittement des accusés,,.

## Historique
Jean Galmot, aventurier et chef d'entreprise aux idées sociales et progressistes installé en Guyane, est apprécié de la population guyanaise qui le surnomme  affectueusement « Papa Galmot » en raison de son attitude humaniste tant sur la question coloniale que sur le sujet du bagne. 
Ce soutien de la population guyanaise le fait élire au poste de député de Guyane en 1919. Mais en raison de ses discours sociaux et anticolonialistes, Jean Galmot se fait détester de la bourgeoisie locale ainsi que du gouvernement français. C'est une des raisons pour lesquelles il est impliqué dans « L'affaire des rhums » où il est accusé d'avoir fait la rétention d'une cargaison de cet alcool alors réquisitionné pour l'armée au sortir de la guerre. Il est arrêté à Paris en 1922. 
Libéré mais ruiné peu après, Galmot se représente aux élections législatives de 1928. Mais le candidat présenté par le gouvernement pour empêcher sa réélection, Eugène Lautier, est élu à sa place grâce à des fraudes massives. 

## Empoisonnement
Six mois après ces élections truquées, Jean Galmot meurt dans d'étranges circonstances. Les rapports des Dr Caro et Dr Rivierez appelés au chevet de Jean Galmot le 5 août observent un tableau clinique très évocateur d'intoxication aiguë par l'arsenic, confirmé par l'analyse des vomissements, et en conséquence refusent de délivrer le permis d'inhumer et demandent une autopsie au procureur de la République. Celle-ci est pratiquée le 6 août par le médecin lieutenant-colonel Alfred Carmouze qui conclut à l'empoisonnement par un toxique. La suspicion d'empoisonnement est si forte qu'elle déclenche une forte émeute au sein de la population guyanaise.

## Émeute
Les insurgés mettent à sac plusieurs maisons de personnes jugées responsables de la mort de Jean Galmot, dont celles du Docteur Jean ou de l'ancien maire Gober, qui sera poussé à la démission. Trois personnes (Bougarel, Laroze et Clément) sont lynchés dans la rue par la foule, alors que deux (Jubel et Tébia) sont assassinés chez eux. 

## Procès
À la suite de cette émeute, 33 personnes au total sont inculpées pour meurtres et pillages et sont envoyées à Nantes entre le 9 et le 21 mars 1931 afin de soustraire le procès à la pression populaire. Cependant, au terme de l'instruction, un grand nombre est relâché, et quatorze personnes - dont deux femmes - sont présentés devant la Cour d'assise. Il s'agit de : Mathurin Concel, Eugène Flambant, Marc Hauradou, Charles Hibade, Joséphine Lamer, François Mathar, Marius Mondor, Gustave Mustapha, Léopoldine Radical, Jean Rosemond, Georges Thibéron, Robert Soyon, Edouard lqui batelier et Fernand Frédusse.
Parmi les avocats chargés de défendre les accusés figure un brillant jeune homme appelé Gaston Monnerville, qui avait été repéré par l'écrivain caribéen René Maran. Au cours de ce procès, Gaston Monnerville prononce un illustre et vibrant discours qui est un véritable réquisitoire contre le colonialisme et le traitement infligé à la Guyane. Il a provoqué ainsi l'émotion de l'opinion publique, qui entraîne la relaxe de tous les accusés. Fort de cette aura, Gaston Monnerville s'engage ensuite dans une carrière politique : il devient député de Guyane, sous-secrétaire d'Etat aux colonies et président du Conseil de la République puis du Sénat.

## Exposition
Longtemps tombé dans l'oubli, le procès est rappelé à la mémoire à l'occasion d'une exposition à Nantes en 2011, sous le nom de « procès des insurgés de Cayenne ».